# Adele M. Fielde
Adele Marion Fielde (Rodman, Nueva York, 30 de marzo de 1839 - 23 de febrero de 1916) fue una activista social, misionera bautista, científica y escritora estadounidense.

## Biografía
Adelia Field nació en Rodman, Nueva York, Estados Unidos, el 30 de marzo de 1839. Hija de Leighton y Sophia Field. Se graduó de la Universidad de Albany en 1860.
Cuando ella tenía 27 años, su prometido viajó a Tailandia para realizar trabajo misionero, y después ella lo siguió. Cuando llegó a Siam en 1865, después de un largo viaje por mar, se enteró de que él había muerto meses antes. Nunca se casó.
Al establecerse en la ciudad portuaria de Shantou, provincia de Guangdong, China, inició el trabajo de las mujeres bíblicas, capacitando a las mujeres nativas para salir como evangelistas y maestras de la Biblia. Durante sus 20 allí, estableció escuelas, escribió un plan de estudios y capacitó a unas 500 mujeres de la Biblia.
En 1894, después de la derrota de la enmienda del sufragio de las mujeres a la constitución del estado de Nueva York, Fielde fue una de los seis sufragistas prominentes que fundaron la Liga para la Educación Política. Trabajó con otras sufragistas para establecer el Comité de Voluntarios con el objetivo de dirigirse a la sociedad neoyorquina, utilizando su riqueza y estatus como misionera en China para facilitar sus esfuerzos.
Después de su retiro, regresó a los Estados Unidos y se involucró en la investigación científica. Falleció el 23 de febrero de 1916.

## Publicaciones destacadas

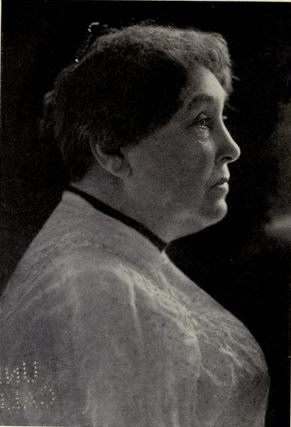
Fotografía de Fielde, extraída de su biografía conmemorativa por Helen Norton Stevens.

- A corner of Cathay: studies from life among the Chinese. Nueva York: Macmillan and Co. 1894.
- Pagoda shadows: studies from life in China (3ª edición). Boston: W.G. Corthell. 1885.
- Parliamentary procedure; a compendium of its rules compiled from the latest and highest authorities, for the use of students and for the guidance of officers and members of clubs, societies, boards, committees, and all deliberative bodies. Helen Norton Stevens. 1914.
- A pronouncing and defining dictionary of the Swatow dialect, arranged according to syllables and tones. American Presbyterian Mission Press. 1883.
- First Lessons in the Swatow Dialect. Swatow Printing Office Company. 1878.